# Ficus obtusifolia
Ficus obtusifolia är en mullbärsväxtart som beskrevs av Carl Sigismund Kunth. Ficus obtusifolia ingår i släktet fikonsläktet, och familjen mullbärsväxter. Inga underarter finns listade i Catalogue of Life.